# ピアノ三重奏曲 (スメタナ)
ピアノ三重奏曲 ト短調は、ベドルジハ・スメタナが1855年に作曲したピアノ三重奏曲である。

## 初演
1855年11月3日にプラハの神学校講堂にてスメタナのピアノ、オットー・フォン・ケーニヒスロウ(de:Otto von Königslöw)のヴァイオリン、ユリウス・ゴルターマン(de:Julius Goltermann)のチェロにより演奏された。

## 編成
- ピアノ
- ヴァイオリン
- チェロ

## 曲の構成
全体は急‐急‐急の3楽章構成だが、緩徐楽章の要素が急の中に組み込まれた形式を取っている。
- 第1楽章 Moderato assai
ト短調 3/4拍子 ソナタ形式。ヴァイオリンがG線で第1主題を提示する。
- 第2楽章 間奏曲：Allegro ma non agitato
ト短調 2/4拍子 スケルツォ楽章
- 第3楽章 Presto
ト短調‐ト長調 主要主題は習作期のピアノソナタによる。

## 演奏時間
約30分